# Предложения «вводящие в заблуждение» (Garden-path sentences)
 Временно многозначные предложения (англ. garden-path sentences) — это грамматически верно составленные предложения, которые при первом прочтении, вводят читателя в заблуждение, заставляя его строить неверную интерпретацию. Это обусловлено особенностями их синтаксической структуры, которая создает временную неоднозначность, приводящую  к неправильному пониманию смысла или к полной невозможности его понять без повторного прочтения и более глубокого анализа. Название термина происходит от английского выражения «lead someone up/down the garden path» — «вводить кого-либо в заблуждение».В «Словаре современного английского языка» (1926) Генри Фоулер en:A Dictionary of Modern English Usage описывает такие предложения как невольно создающие «ложный след».
Работы Томаса Бивера начала 1970-х годов, особенно его статья "The Cognitive Basis for Linguistic Structures"  , считаются одними из первых, где подробно описывались и анализировались подобные языковые явления. Именно Бивер широко использовал примеры предложений, заставляющих читателя двигаться по ложному синтаксическому пути («garden path»), и его работы внесли значительный вклад в популяризацию этого термина.  Сам термин возник метафорически, отражая ситуацию, когда читатель, словно идущий по прямой дорожке, неожиданно натыкается на тупик или обнаруживает, что шёл совсем в другом направлении.
«Временно многозначные предложения» вызывают временную неоднозначность, поскольку содержат слова или фразы, которые могут иметь несколько значений. Прочтение первой части предложения уже формирует у читателя понимание его смысла, которое оказывается ошибочным после прочтения всей конструкции. Несмотря на грамматическую корректность, нестандартный синтаксис таких предложений создает иллюзию грамматической ошибки или бессмысленности, требуя повторного прочтения и анализа.

## Пример «временно многозначных предложений» (Garden-path sentences)
В предложении «The old man the boat» первоначальное восприятие может быть ошибочным («Старый мужчина лодка»). Слово «old» («старый») воспринимается как прилагательное, описывающее существительное, которое, однако, не следует после него в данном случае. Отсутствие глагола и последующее появление существительного «boat» («лодка») создают синтаксическую неоднозначность. Только после дополнительного анализа становится ясно, что «man» в данном контексте выступает не как существительное («мужчина»), а как глагол «управлять». Таким образом, правильное восприятие данного предложения – «Старики управляют лодкой».
В русском языке примером временно многозначных предложений служит конструкция «Положите игрушку на полотенце в коробку». С большей вероятностью читатель воспримет это как то, что нужно «положить игрушку на полотенце», но увидев конструкцию «в коробку», возникает двусмысленность, так как добавление этой фразы создаёт синтаксическую неоднозначность. После дополнительного анализа становится ясно, что необходимо «положить игрушку в коробку, которая лежит на полотенце».

## Процесс обработки «временно многозначных предложений» (Garden-path sentences)
При чтении люди анализируют слова и фразы, делая выводы о грамматических структурах и смысле предложений. Этот процесс называется «синтаксический разбор». Читатели обычно анализируют предложения по частям, интерпретируя смысл по мере получения информации. При прочтении каждой новой части предложения люди пытаются согласовать ее с уже интерпретированными структурами текста и предполагают смысл еще не прочитанного. Эффект от «временно многозначных предложений»   возникает, когда текст содержит фразу или слово с неоднозначным значением, которое читатель интерпретирует определенным образом, а при прочтении всего предложения возникает расхождение между прочитанным и ожидаемым. Читатель должен перечитать и переоценить предложение, чтобы понять его смысл.
В работе Хироки Фудзита "On the parsing of garden-path sentences"  2021 года были предоставлены прямые доказательства того, что эффект "garden-path" возникает из-за первоначального неверного анализа синтаксической структуры. Участники эксперимента ошибочно интерпретировали временно двусмысленные фразы как дополнения, что приводило к затруднениям при последующем пересмотре. 

### Cтратегии синтаксического разбора предложения
Существуют различные стратегии синтаксического разбора предложения, и ведутся споры о том, какую из них используют люди. Различия в стратегиях синтаксического разбора можно наблюдать по реакции читателя при попытке разобрать часть предложения, неоднозначную по своей синтаксической структуре или значению. По этой причине «временно многозначные предложения» часто изучаются как способ проверки используемых человеком стратегий. Две обсуждаемые стратегии синтаксического разбора, которые, как считается, используют люди это последовательный и параллельный разборы.
Последовательный разбор — это когда читатель делает одну интерпретацию неоднозначности и продолжает разбирать предложение в контексте этой интерпретации. Изменение интерпретации происходит только при получении противоречащей информации. 
Параллельный разбор — это когда читатель распознает и генерирует несколько интерпретаций предложения и хранит их до получения уточняющей информации, после чего сохраняется только правильная интерпретация. 

## Применение в лингвистических исследованиях
«Временно многозначные предложения» широко  используются  в  лингвистических  исследованиях  для  изучения  процессов  понимания  речи,  анализа  синтаксических  структур  и  когнитивных  механизмов  обработки  языковой  информации.  Анализ  времени  реакции  и  движений  глаз  позволяет  установить  способы  и  стратегии,  которые  используют  люди  при  чтении  таких  предложений,  и  выявить  факторы,  влияющие  на  точность  и  быстроту  понимания.  В исследовании Месегера, Каррейрас и Клифтона (2002 г.) интенсивные движения глаз были зафиксированы у людей, обрабатывающих несложные, но вводящие в заблуждение предложения. Они предположили, что люди используют две стратегии, обе из которых согласуются с процессом избирательного переанализа, описанным Фрейзером и Рейнером в 1982 году. Более распространенная стратегия включает регрессию взгляда от первого уточняющего элемента непосредственно к главному глаголу предложения. Затем читатели перечитывают оставшуюся часть предложения, фиксируя взгляд на следующей области и наречии (начало неоднозначной части предложения). Менее используемая стратегия включает регрессию от первого уточняющего элемента непосредственно к наречию. 
Исследование Ахмада Гунавана (Psycholinguistic Perspectives on Garden-Path Sentence Processing, 2025)   продемонстрировало, что обработка предложений с синтаксической двусмысленностью (garden-path) сопровождается значительными когнитивными затратами, проявляющимися в замедленном времени чтения, увеличении регрессий глаз и снижении точности понимания. 
Исследование Ирины Секериной (2002)   проверяло универсальность принципа позднего закрытия в синтаксическом разборе, используя русский язык. Принцип позднего закрытия в синтаксическом разборе предполагает, что новая информация присоединяется к ближайшей синтаксической структуре, откладывая создание новых фраз до последнего момента. Раннее закрытие — это стратегия синтаксического разбора,  противоположная позднему закрытию. Если в предложении есть неоднозначность,  то при раннем закрытии новая фраза или словосочетание интерпретируются как отдельная синтаксическая единица,  не присоединённая к предыдущей. Были проведены два эксперимента, которые использовали двусмысленные предложения с относительными придаточными, где придаточное могло быть прикреплено к разным словам. В обоих экспериментах наблюдалось предпочтение раннего закрытия. Это противоречит гипотезе об универсальности позднего закрытия,  показывая, что русский язык, подобно испанскому, итальянскому, французскому, немецкому, голландскому и японскому, предпочитает раннее закрытие в подобных конструкциях. 
Исследование, проведенное в 2014 году Светланой Малютиной  показало, что при чтении сложных предложений, допускающих двойное толкование, люди не всегда перепроверяют своё первоначальное понимание. Вместо этого, в зависимости от возраста и особенностей предложения (сложности структуры, значения слов и их сочетаемости), возникают разные ошибки. Пожилые люди чаще всего принимают первое пришедшее в голову толкование, даже если оно не совсем правильное, опираясь больше на отдельные слова и их смысл. Они меньше склонны к пересмотру своего первоначального понимания. Молодые люди склонны смешивать два разных варианта толкования в один, даже если это грамматически неверно.

### Подобные явления
Сравнительная иллюзия
Необязательное условие
Болтающийся модификатор
Ослиное предложение
Парапросдокиан
Синтаксическая двусмысленность
Синхронизация